# Bellenglise
Bellenglise är en kommun i departementet Aisne i regionen Hauts-de-France i norra Frankrike. Kommunen ligger  i kantonen Catelet som ligger i arrondissementet Saint-Quentin. År 2022 hade Bellenglise 379 invånare.

## Befolkningsutveckling
Antalet invånare i kommunen Bellenglise
Referens: INSEE